# Pairagachha
Pairagachha là một thị trấn thống kê (census town) của quận Hugli thuộc bang Tây Bengal, Ấn Độ.

## Nhân khẩu
Theo điều tra dân số năm 2001 của Ấn Độ, Pairagachha có dân số 4350 người. Phái nam chiếm 50% tổng số dân và phái nữ chiếm 50%. Pairagachha có tỷ lệ 80% biết đọc biết viết, cao hơn tỷ lệ trung bình toàn quốc là 59,5%: tỷ lệ cho phái nam là 86%, và tỷ lệ cho phái nữ là 75%. Tại Pairagachha, 9% dân số nhỏ hơn 6 tuổi.